# Jan Zawada
Jan Zawada (ur. 23 grudnia 1891 w Kamesznicy, zm. 16 października 1975 w Warszawie) – ezoteryk, różokrzyżowiec, esperantysta, działacz ruchu spółdzielczego.
W Sejmie Ustawodawczym pracował w komisji rolnej. W latach dwudziestych XX wieku członek Stowarzyszenia Wolnomyślicieli Polskich i współpracownik jego organu prasowego Myśl Wolna. W latach trzydziestych związał się z Towarzystwem dla Badania Chrześcijaństwa Różokrzyżowego.
Był jednym z pionierów ruchu esperanckiego w Polsce, członkiem Polskiego Związku Esperantystów, autorem Pełnego Podstawowego Słownika Języka Międzynarodowego Esperanto (1929) i redaktorem Księgi adresowej esperantystów Polski (1931). Za swoją działalność na rzecz rozwoju i popularyzacji języka Esperanto został odznaczony Krzyżem Kawaleryjskim Orderu Odrodzenia Polski (1974) i Złotym Krzyżem Zasługi (1956) oraz odznaką „Zasłużony dla polskiej kultury”. Działał w Niezależnej Socjalistycznej Partii Pracy. 
W 1944 został kierownikiem wydziału spółdzielczości przy PKWN, a następnie dyrektorem biura Państwowej Rady Spółdzielczej w Warszawie.
Od 1948 – po usunięciu z pracy w spółdzielczości – pracował jako księgowy.